# Tricij
Tricij (simbol T ili 3H) je radioaktivni izotop vodika.
Tricijeva jezgra se sastoji od dva neutrona i jednog protona, te se naziva i triton. Raspada se putem beta raspada u 3He uz poluživot od 12,32 godine. U prirodi se javlja zbog interakcije kozmičkih zraka s atmosferskim plinovima. Spin tricijevog atoma je +1/2.
Kao i običan vodik, tricij reagira s kisikom u atmosferi pri čemu formira tricijevu "vodu" T2O. U obliku oksida tricij stalno ulazi u sastav oceana, međutim poluživot mu nije dovoljno dug da bi nastala opasna količina radioaktivnosti. Molekula T2O je korozivna i brzo se raspada, proizvodeći slobodne radikale. Zbog male koncentracije tricija praktički isključivo se u prirodi tricijeva voda nalazi kao mješavina H2O i male količine HTO.

## Vezani članci
- Procij
- Deuterij